# Platyarthrus lindbergi
Platyarthrus lindbergi är en kräftdjursart som beskrevs av Albert Vandel1958. Platyarthrus lindbergi ingår i släktet Platyarthrus och familjen myrbogråsuggor. Inga underarter finns listade i Catalogue of Life.